# Plongeon aux Jeux olympiques d'été de 1936
Navigation
Los Angeles 1932 Londres 1948
À l'occasion des Jeux olympiques d'été de 1936, quatre compétitions de plongeon furent organisées. 69 plongeurs représentant 21 pays se disputèrent les 12 médailles mises en jeu. À domicile, la délégation allemande ne conteste pas la traditionnelle domination américaine. Les plongeurs US remportent en effet les quatre titres en jeu et dix des douze podiums.

## Tableau des médailles pour le plongeon
| Place | Nation     | Médaille d'or | Médaille d'argent | Médaille de bronze | Total |
| ----- | ---------- | ------------- | ----------------- | ------------------ | ----- |
| 1     | États-Unis | 4             | 4                 | 2                  | 10    |
| 2     | Allemagne  | 0             | 0                 | 2                  | 2     |

## Nations participantes
| - Allemagne (11 : 5 hommes - 6 femmes) - Australie (1 : 1 - 0) - Autriche (3 : 1 - 2) - Canada (3 : 1 - 2) - Danemark (2 : 2 - 0) - Égypte (4 : 4 - 0) - États-Unis (10 : 5 - 5) | - Finlande (1 : 1 - 0) - France (2 : 1 - 0) - Grande-Bretagne (6 : 2 - 4) - Hongrie (2 : 2 - 0) - Italie (3 : 3 - 0) - Japon (5 : 2 - 3) - Mexique (1 : 1 - 0) | - Norvège (3 : 1 - 2) - Pays-Bas (1 : 1 - 0) - Pérou (1 : 1 - 0) - Suède (3 : 1 - 2) - Suisse (3 : 2 - 1) - Tchécoslovaquie (3 : 3 - 0) - Yougoslavie (1 : 1 - 0) |

## Résultats
Le classement des huit premiers plongeurs de chaque épreuve.

### Tremplin à 3 mètres
| Rang               | Pays       | Plongeur         | Points |
| ------------------ | ---------- | ---------------- | ------ |
| Médaille d'or      | États-Unis | Richard Degener  | 163,57 |
| Médaille d'argent  | États-Unis | Marshall Wayne   | 159,56 |
| Médaille de bronze | États-Unis | Alan Greene      | 146,29 |
| 4                  | Japon      | Tsuneo Shibahara | 144,92 |
| 5                  | Allemagne  | Erhard Weiss     | 141,21 |
| 6                  | Allemagne  | Leo Esser        | 137,99 |
| 7                  | Allemagne  | Winfried Marauhn | 134,61 |
| 8                  | Japon      | Tomio Koyanagi   | 133,07 |

| Rang               | Pays       | Pongeuse             | Points |
| ------------------ | ---------- | -------------------- | ------ |
| Médaille d'or      | États-Unis | Marjorie Gestring    | 89,27  |
| Médaille d'argent  | États-Unis | Katherine Rawls      | 88,35  |
| Médaille de bronze | États-Unis | Dorothy Poynton-Hill | 82,36  |
| 4                  | Allemagne  | Gerda Daumerlang     | 78,27  |
| 5                  | Allemagne  | Olga Jensch-Jordan   | 77,98  |
| 6                  | Japon      | Masayo Osawa         | 73,94  |
| 7                  | Allemagne  | Suse Heinze          | 71,49  |
| 8                  | Japon      | Fusako Kono          | 70,27  |

### Plongeon de haut-vol
Plateforme à 10 mètres
| Rang               | Pays       | Plongeur          | Points |
| ------------------ | ---------- | ----------------- | ------ |
| Médaille d'or      | États-Unis | Marshall Wayne    | 113,58 |
| Médaille d'argent  | États-Unis | Elbert Root       | 110,60 |
| Médaille de bronze | Allemagne  | Hermann Stork     | 110,31 |
| 4                  | Allemagne  | Erhard Weiss      | 110,15 |
| 5                  | États-Unis | Frank Kurtz       | 108,61 |
| 6                  | Japon      | Tsuneo Shibahara  | 107,40 |
| 7                  | Allemagne  | Siegfried Viebahn | 105,00 |
| 8                  | Japon      | Tomio Koyanagi    | 94,54  |

| Rang               | Pays        | Pongeuse             | Points |
| ------------------ | ----------- | -------------------- | ------ |
| Médaille d'or      | États-Unis  | Dorothy Poynton-Hill | 33,93  |
| Médaille d'argent  | États-Unis  | Velma Dunn           | 33,63  |
| Médaille de bronze | Allemagne   | Käthe Köhler         | 33,43  |
| 4                  | Japon       | Reiko Osawa          | 32,53  |
| 5                  | États-Unis  | Cornelia Gilissen    | 30,47  |
| 6                  | Japon       | Fusako Kono          | 30,24  |
| 7                  | Royaume-Uni | Jean Gilbert         | 30,16  |
| 8                  | Allemagne   | Anne Ehseheidt       | 29,90  |